# Етномікологія

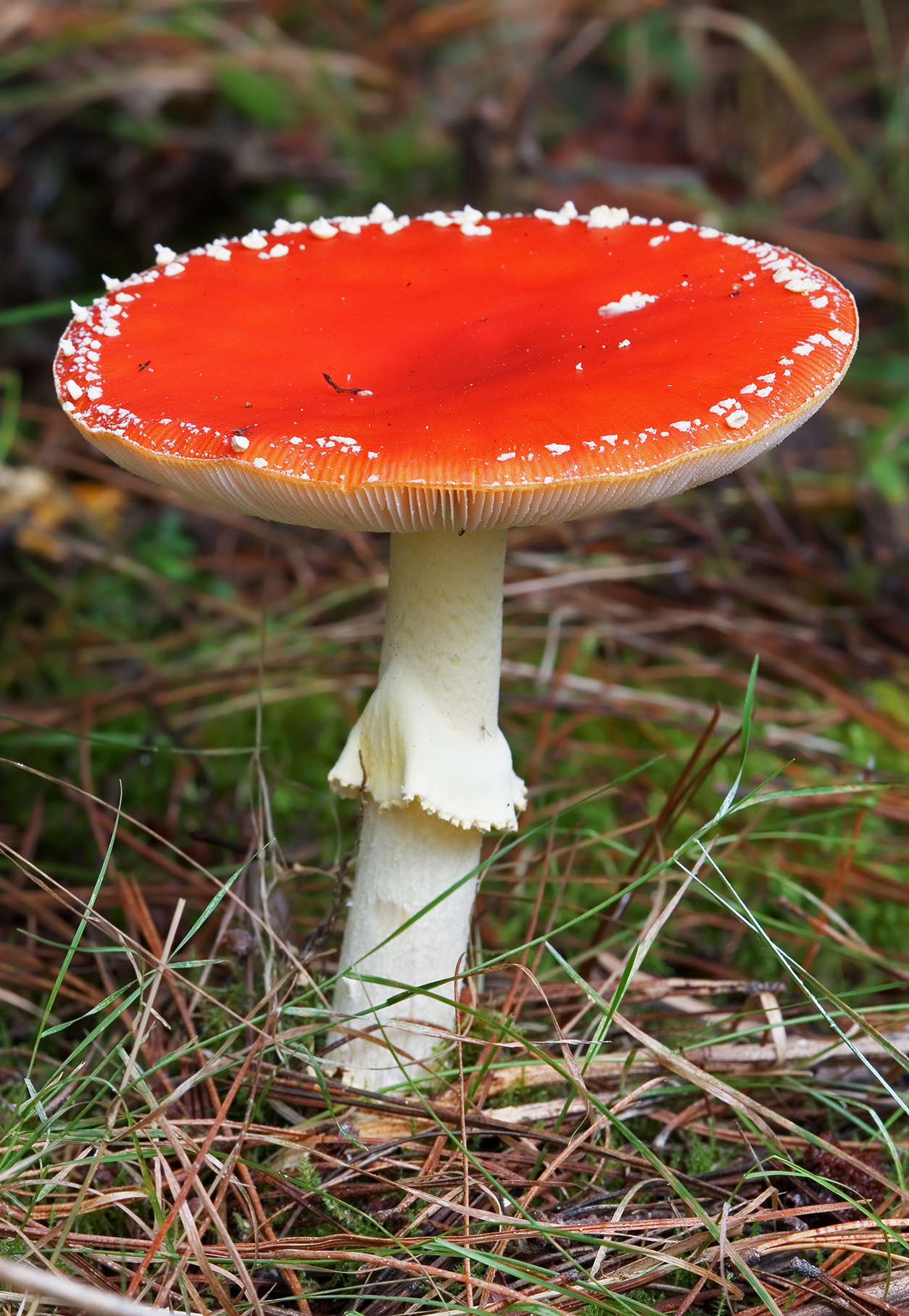
Мухомор червоний має довгу та різноманітну історію використання психоактивних речовин.

Етномікологія вивчає історичне використання та соціологічний вплив грибів і може розглядатися як підгалузь етноботаніки або етнобіології. Хоча теоретично цей термін включає гриби, які використовуються для таких цілей, як трут, медицина (лікарські гриби) і їжа (включаючи дріжджі), він часто використовується в контексті вивчення психоактивних грибів, таких як псилоцибінові гриби, мухомор мухомор і гриб ріжків.
Американський банкір Роберт Гордон Уоссон першим зацікавився цією галуззю дослідження наприкінці 1950-х років, коли він і його дружина стали першими жителями Заходу, яким дозволено взяти участь у грибній веладі, яку проводила курандера з мазатеків Марія Сабіна. Біолог Річард Еванс Шультс також вважається піонером етномікології. До пізніших дослідників у цій галузі належать Теренс МакКенна, Альберт Хофманн, Ральф Мецнер, Карл Рак, Блейз Деніел Стейплз, Джорджіо Саморіні, Ківейдінокуей Пешель, Джон Марко Аллегро, Кларк Генріх, Джон В. Аллен, Джонатан Отт, Пол Стеметс, Кейсі Браун і Хуан. Каміло Родрігес Мартінес.
Крім мікологічного визначення в цій галузі, етномікологія значною мірою залежить від антропології та філології. Однією з головних дискусій серед етномікологів є теорія Вассона про те, що Сома, згадана в Рігведі індоарійців, була мухомором. За його прикладом були зроблені подібні спроби визначити використання психоактивних грибів у багатьох інших (переважно) стародавніх культурах з різним ступенем достовірності. Іншою темою, про яку багато писали, є зміст Кікеону, таїнства, яке використовувалося під час Елевсинських містерій у стародавній Греції між приблизно 1500 роком до н.е. і 396 роком н.е.  Не будучи етномікологом як таким, філолог Джон Аллегро зробив важливий внесок у своїй книзі, яка була досить суперечливою, щоб зруйнувати його академічну кар’єру, що Мухомор червоний не тільки споживали як причастя, але й був головним предметом поклоніння в більш езотеричних cектах шумерської релігії, іудаїзму та раннього християнства. Кларк Генріх стверджує, що використання мухомора в Європі не було повністю знищено православним християнством, але продовжувало використовуватися (або споживаним, або просто символічно) окремими особами та невеликими групами, такими як творці середньовічних міфів про Святий Грааль, алхіміки та художники епохи Відродження.
У той час як Вассон розглядає історичне використання грибів насамперед як сприяння шаманським або духовним переживанням, які є основою цих обрядів і традицій, Маккенна йде далі, вважаючи, що споживання псилоцибіну було, можливо, основним у формуванні мови та культури, і ідентифікуючи психоделічні гриби як оригінал «Дерево пізнання». Існують деякі дослідження, які підтверджують теорію про те, що прийом псилоцибіну тимчасово підвищує нейрохімічну активність у мовних центрах мозку, що вказує на необхідність додаткових досліджень використання психоактивних рослин і грибів в історії людства.
У 1990-х роках спостерігався сплеск рекреаційного використання псилоцибінових грибів завдяки поєднанню психоделічного відродження в рейв-культурі, вдосконалених і спрощених методів вирощування, а також поширення як самих грибів, так і інформації про них через Інтернет. Цей «зростання використання грибів» також спричинив зростання популяризації самої етномікології, оскільки існують веб-сайти та інтернет-форуми, де обговорюються згадки про гриби в різдвяній та казковій символіці. Залишається відкритим питання, як популяризація етномікології впливає на її сприйняття в академічному середовищі. Відсутність перевірених доказів часто робить її теорії, які мають далекосяжні наслідки, об'єктом суперечок та дискусій.

## Зовнішні посилання
- «Використання грибів аборигенами», Веб-сайт грибів Національного ботанічного саду Австралії .
- https://web.archive.org/web/20070206142346/http://www.huh.harvard.edu/libraries/wasson.html RG Wasson] - Гербарій Гарвардського університету
- https://web.archive.org/web/20070320151934/http://www.bu.edu/classics/faculty/profiles/ruck.html Карл А. П. Рак] - Департамент класичних досліджень Бостонського університету
- Фонд Альберта Гофмана
- Теренс МакКенна - Офіційний сайт
- Джон В. Аллен - Офіційний сайт
- Джон М. Аллегро - Офіційний сайт
- https://web.archive.org/web/20070127105105/http://www.gnosticmedia.com/main/ Jan Irvin та Andrew Rutajit] - Офіційний сайт
- Dan Merkur - Офіційний сайт
- Майкл Хоффман
- Візіонерські дослідження грибів в етномікології за участю Гастона Гузмана та Альберта Гофмана

Шаблон:Ethnobiology